# 遠藤珠生
遠藤 珠生（えんどう たまき）は、日本のミュージカル女優。劇団四季所属。

## 人物
福岡県福岡市博多区出身。4歳の時にピアノを習い始め、中学3年から高校まで歌のレッスンを受ける。中学、高校では聖歌隊に所属していた。
その後、国立音楽大学音楽学部声楽学科に進学。大学時代は「ドイツリート」（ドイツの歌曲）を学ぶ。
二期会オペラ研究所で3年間学んだが、アルバイトをしなくても生活が成り立つ道に進みたいと考え、劇団四季を志す。
2002年、ヴォーカル部門を受験し、合格。研究所に入所する。それまで歌一筋だったため、バレエに関しては研究所で一から学ぶ。
2003年、『オペラ座の怪人』で初舞台を踏む。『美女と野獣』のアンサンブル（洗濯女）にもキャスティングされるが、稽古での出来が悪く、降ろされてしまう。
稽古を続け、出演を許されるようになった後は、その役を任され、後にミセス・ポットにもキャスティングされる。
『ライオンキング』のラフィキ役では何度も稽古で降ろされ、舞台に立つまでに4年半かかった。

## 出演作品

### 舞台
- オペラ座の怪人-アンサンブル4枠
- 美女と野獣-アンサンブル3枠、ミセス・ポット[1]
- ライオンキング-アンサンブル2・3枠,ラフィキ
- ウィキッド-アンサンブル9枠
- サウンド・オブ・ミュージック-アンサンブル1・7枠
- リトルマーメイド -アースラ

### CD
- ウィキッド（アンサンブル 産婆役）